# Nico Fidenco
Nico Fidenco, nombre artístico de Domenico Colarossi (Roma, 24 de enero de 1933-Roma, 19 de noviembre de 2022) fue un cantautor italiano.

## Datos biográficos
Este cantautor italiano se dio a conocer a partir de 1960, con éxitos como "What a sky" (o Su nel ciel) (1960), de la película de Francesco Maselli I delfini, del mismo año; Il mondo di Susie Wong (1961), versión italiana cantada del tema del film homónimo; Con te sulla spiaggia y Se mi perderai (1965), pero sobre todo con el tema Legata a un granello di sabbia (1961), conocida en Hispanoamérica como Granito de Arena, cuya versión en español más difundida es la del cantante mexicano Ricardo Roca, hermano de César Costa, quién fuera la primera voz del grupo Los Hooligans. La versión de Nico Fidenco fue el primer sencillo de 45 rpm en superar en Italia el millón de copias vendidas, bajo el sello RCA. También el cantante mexicano Enrique Guzmán le grabó: Con te sulla spiaggia, versión en español y conocida como Contigo en la playa de 1964 que también fue un gran éxito. Fue también muy popular a nivel internacional su canción A casa d'Irène, que sería versionada por los franceses Sacha Distel y Pia Colombo. 
A partir de la segunda mitad de los años 60s su popularidad se estancó, pero participó en el Festival de la Canción Italiana (Festival de San Remo) en 1967 con el tema Ma Piano (per non svegliarti) al lado de la cantante estadounidense Cher, en la que fue eliminado de la final. Dicho fracaso encaminó a Fidenco en emplearse como arreglista musical de bandas sonoras de películas de calidad. La primera fue el Spaghetti Western All'ombra di una Colt. La ocupación lo mantuvo vigente en los años 70s, musicalizando desde los filmes eróticos La strana legge del doctor Menga (No desearás la mujer del vecino) (1972), La ragazzina (1975) y Emmanuelle en América, a dibujos animados como: Don Chuk Castoro y Harlem contro Manhattan, (1978) nombre italiano para la serie televisiva (Sitcom) "Blanco y Negro", en la que el tema musical "Arnold" tuvo cierto éxito. Participó entre 1984 y 1994 emprendió con sus colegas Riccardo Del Turco, Jimmy Fontana y Gianni Meccia en la organización de un cuarteto denominado Superquattro, un grupo musical especializado en revivir éxitos del pasado, propiamente de los años 60s, con un relativo éxito comercial.

## Muerte
Falleció en Roma el 19 de noviembre de 2022 a los 89 años de edad, por causas naturales, informó durante la noche de ese día su esposa Annamaria y su hija Guendalina.

## Discografía
Sencillos de 45rpm
- 1960 - What a sky / Su nel cielo' - RCA Italiana - 45N 1109
- 1961 - Just that same old line / Trust me - RCA Italiana - 45N 1122
- 1961 - Non è vero / Una voce d'angelo - RCA Italiana - 45N 1127
- 1961 - Il mondo di Suzie Wong / Tornerai Suzie - RCA Italiana - 45N 1144
- 1961 - Ghinza street / Ghinza street (instrumental) - RCA Italiana - 45N 1155
- 1961 - Legata a un granello di sabbia / Ridi ridi - RCA Italiana - PM45-1166
- 1961 - Exodus / Come nasce un amore - RCA Italiana - PM45-3000
- 1962 - Little grain of sand / Ridi ridi - RCA Italiana - PM45-3033
- 1962 - La scala di seta / Tra le piume di una rondine - RCA Italiana - PM45-3042
- 1962 - Moon River / Audrey - RCA Italiana - PM45-3044
- 1962 - Lasciami il tuo sorriso / C'è una leggenda - RCA Italiana - PM45-3099
- 1963 - Tutta la gente / Lejos me voy - RCA Italiana - PM45-3133
- 1963 - Una donna nel mondo / Perché non piango più - RCA Italiana - PM45-3167
- 1963 - Tutta la gente / Mondo meraviglioso - RCA Italiana - PM45-3169
- 1963 - Se mi perderai / Goccia di mare - RCA Italiana - PM45-3199
- 1964 - Cleopatra / Non mi chiedi mai - RCA Italiana - PM45-3222
- 1964 - Hud / Ciò che rimane alla fine di un amore - RCA Italiana - PM45-3224
- 1964 - Con te sulla spiaggia / Mi devi credere - RCA Italiana - PM45-3255
- 1965 - A casa d'Irene / Ma dai - RCA Italiana - PM45-3299
- 1965 - L'uomo che non sapeva amare / Tu non sei l'altra - RCA Italiana - PM45-3311
- 1965 - La voglia di ballare / Celestina - RCA Italiana - PM45-3314
- 1966 - La donna che non sapeva amare / Blue Moon - RCA Italiana - PM45-3328
- 1966 - Lord Jim / Diciamoci ciao - RCA Italiana - PM45-3338
- 1966 - All'ombra di una Colt / Finché il mondo sarà - RCA Italiana - PM45-3340
- 1966 - Cammina cammina / Non scherzare con il fuoco - RCA Italiana - PM45-3356
- 1966 - Che cos'è l'amore / File di automobili - RCA Italiana - PM45-3365
- 1966 - Corri / Guantanamera - RCA Italiana - PM45-3373
- 1967 - Va ragazzo / Legata a un granello di sabbia - RCA Italiana - PM 3470
- 1967 - Ormai sto con lei / Ti ricordi - RCA Italiana - PM 3484
- 1979 - Don Chuck castoro/Pierino a quadretti (con la participación del coro de I castorini) - Meeting Music/CLS - MMC 101
- 1979 - Don Chuck story/Zawa zawa - Meeting Music/CLS - MMC 117
- 1980 - Arnold/Ma le gambe - Flash Cinema TV/RCA - ZBFH 7202
- 1980 - Fantasupermega/Godzilla - Gudzuki - Godzilla (con la participación de El coro de niños de Renata Cortiglioni) - CBS - CBS 8506
- 1981 - Jeremy and Jenny destra-sinistra/Bem - WEA - T 18856
- 1982 - Hela/Microsuperman - Traccia/Fonit-Cetra - TRS 1016
- 1982 - Cyborg i nove supermagnifici/Chappy (cantato da I cavalieri del re) - RCA Original cast - BB 6605
- 1982 - Sam, il ragazzo del west/Mimì e la nazionale di pallavolo (cantado por Giorgia Lepore) - RCA Original cast - BB 6622

EP
- 1961 - Exodus - RCA Italiana - PME 30401

Larga Duración 33rpm
- 1961 - Nico Fidenco - RCA Italiana - PML 10131
- 1963 - Per noi due - RCA Italiana - PSL 10366
- 1964 - Música per innamorati - RCA Italiana - APLM 10399
- 1964 - La bella música italiana - volume 6 - RCA - QKAP 11742 (Selecciones de Reader's Digest. Presentando el éxito Legata a un granello di sabbia)
- 1965 - Nico Fidenco Show - RCA Italiana - RCA S 5
- 1965 - Successi da Cinelandia - RCA Italiana - APLM 10390 (È presentando el éxito Celestina (dal film La Celestina P... R...)
- 1973 - La mia estate con Cinzia - Ri-Fi - RFL ST 14046
- 1977 - Gli anni d'oro di Nico Fidenco - RCA Lineatre/RCA - NL 33043 (Primer compendio en vinil de sus mayores éxitos)
- 1984 - Super4 - Siglaquattro/RCA - SIG 1021 (con Jimmy Fontana, Gianni Meccia e Riccardo Del Turco)